# Metriopelma zebratum
Metriopelma zebratum là một loài nhện trong họ Theraphosidae.
Loài này thuộc chi Metriopelma. Metriopelma zebratum được Richard C. Banks miêu tả năm 1909.